# 杨磊之
杨磊之（1919年—1969年），曾用名杨定隆，男，直隶完县（今顺平）人，中华人民共和国政治人物，曾任河北省人民委员会副省长。